# Merlimont
Merlimont ist eine französische Gemeinde mit 3348 Einwohnern (Stand: 1. Januar 2022) im Département Pas-de-Calais in der Region Hauts-de-France. Sie gehört zum Arrondissement Montreuil und zum gleichnamigen Kanton Étaples. Die Einwohner werden Merlimontois genannt.

## Geografie
Das Seebad Merlimont liegt an der Opalküste am Ärmelkanal. Umgeben wird Merlimont von den Nachbargemeinden Cucq im Norden, Saint-Josse im Nordosten, Saint-Aubin im Osten, Airon-Notre-Dame und Rang-du-Fliers im Südosten sowie Berck im Süden.

## Bevölkerungsentwicklung
| Jahr      | 1962 | 1968 | 1975 | 1982 | 1990 | 1999 | 2006 | 2011 |
| Einwohner | 1095 | 1310 | 1619 | 1832 | 2212 | 2606 | 2994 | 3081 |

## Sehenswürdigkeiten
- Kirche Saint-Nicolas
- Kirche Notre-Dame-des-Anges

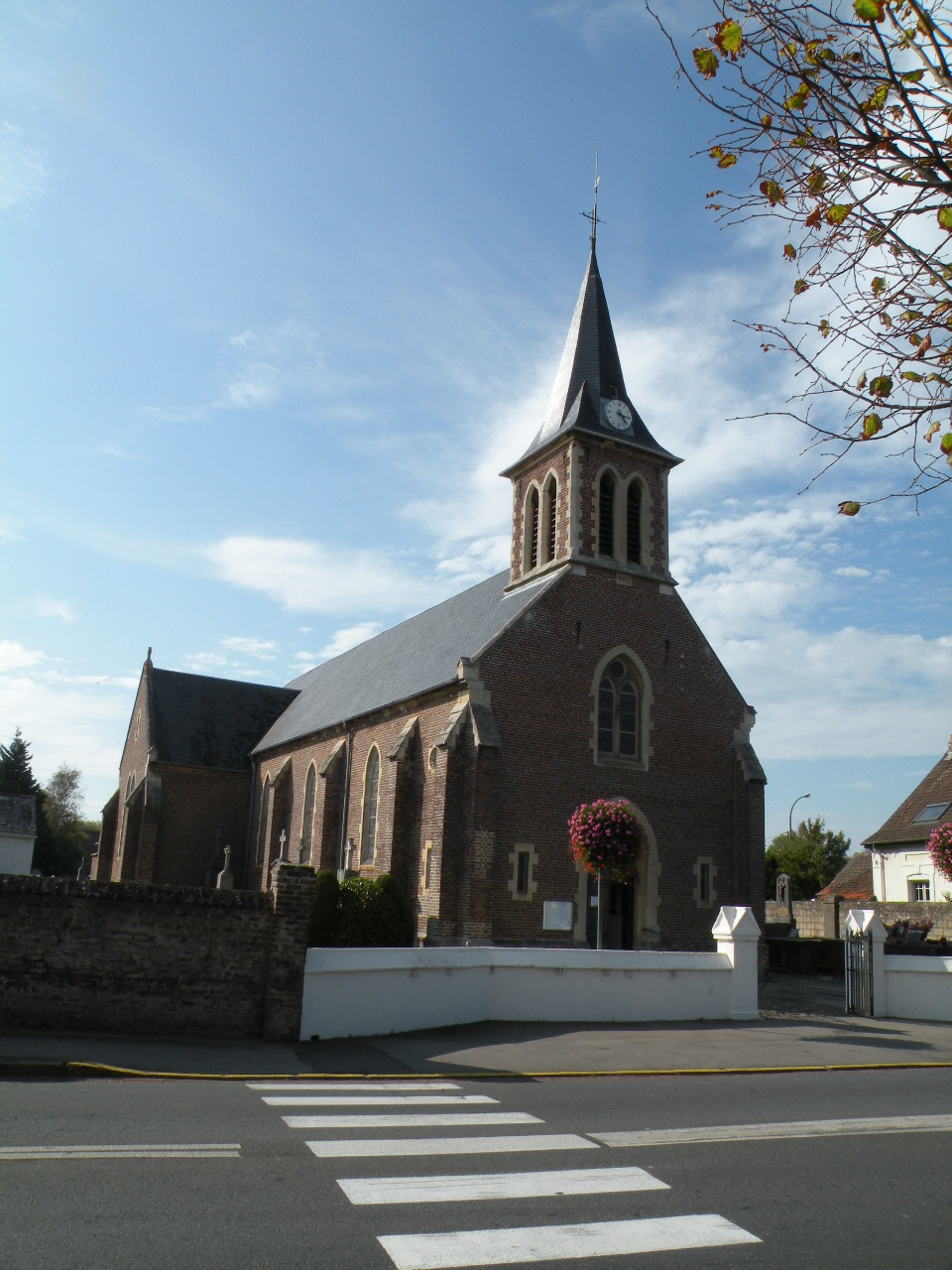
Kirche Saint Nicolas

- Freizeitpark Parc Bagatelle, 1955 eröffnet

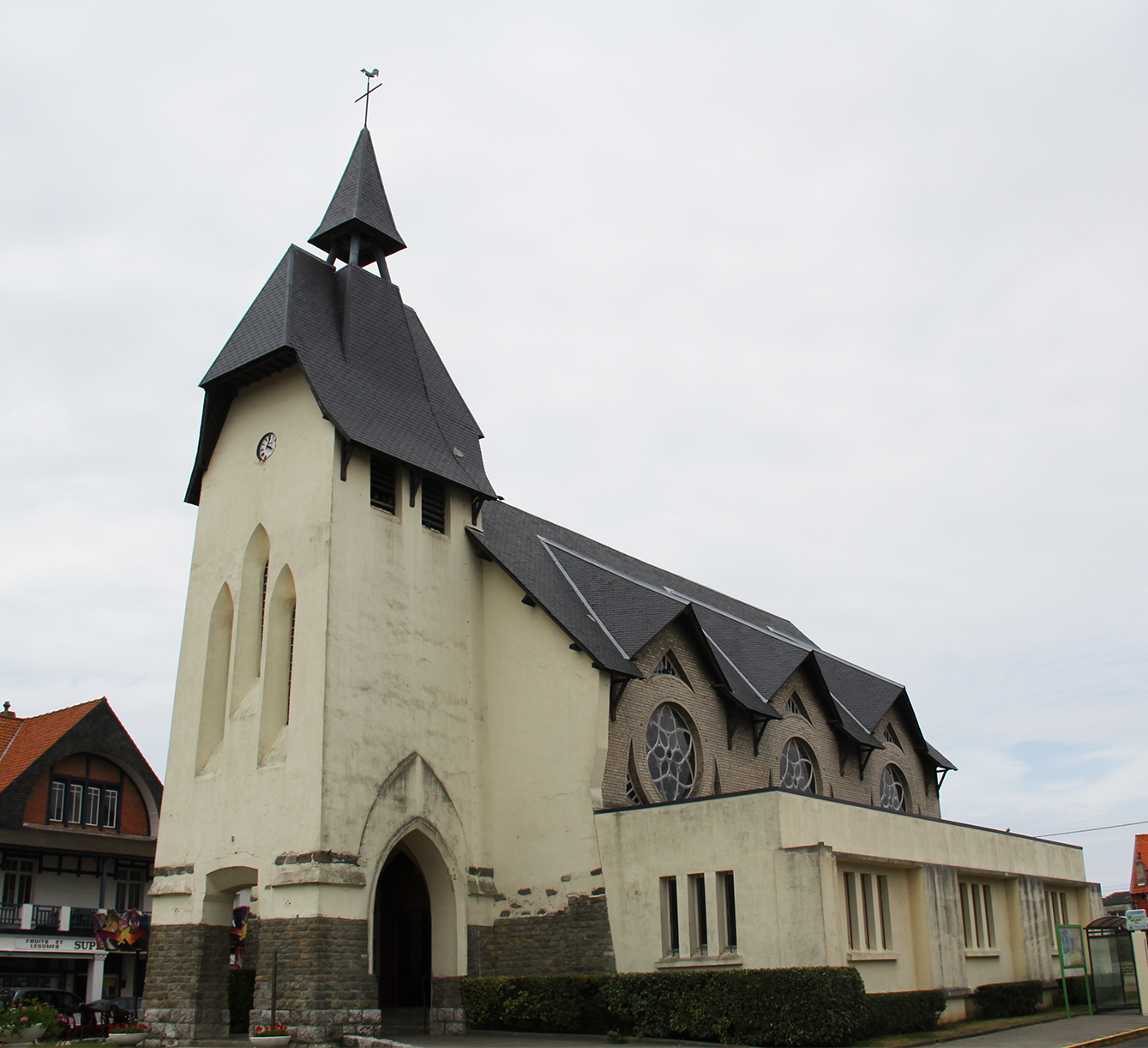
Kirche Notre-Dame-des-Anges